# معركة جزيرة سوليفان
حدثت معركة جزيرة سوليفان في 28 يونيو 1776 أثناء حرب الاستقلال الأمريكية. وقعت المعركة بالقرب من تشارلستون في ولاية كارولينا الجنوبية خلال أول محاولة بريطانية للاستيلاء على المدينة وانتزاعها من سيطرة القوات الأمريكية. يُشار لهذه المعركة أحياناً باسم الحصار الأول لتشارلستون تمييزاً لها عن الحصار البريطاني الأكثر نجاحاً الذي حدث في عام 1780.
نظمت القوات البريطانية حملة استطلاعية في أوائل عام 1776 لدراسة وضع العمليات في المستعمرات الجنوبية المتمردة في أمريكا الشمالية. تأخرت هذه الحملة بسبب المخاوف اللوجستية وسوء الأحوال الجوية، ووصلت إلى ساحل ولاية كارولينا في مايو 1776، ولكن الحملة اصطدمت بعدد من الظروف غير المناسبة، فقرر الجنرال هنري كلينتون والأدميرال السير بيتر باركر تحويل هدف الحملة للاستيلاء على مدينة تشارلستون. وصلت القوات البريطانية إلى المدينة في أوائل شهر يونيو 1776، ونزلت في لونغ آيلاند (الذي يُسمى الآن جزيرة النخيل) بالقرب من جزيرة سوليفان. استقر العقيد ويليام مولتري مع قواته في حصنٍ بني هناك على عجل استعداداً للقصف البحري والهجوم البري. على الجانب الآخر قاد الجنرال تشارلز لي القوات الأمريكية القارية التي دافعت عن المدينة.
اصطدمت القوات البريطانية بعدد من العوائق خلال المعركة، فقد تبيَّن أن القناة المائية التي تفصل بين الجزيرتين عميقة جداً، ولم يكن للقصف البريطاني البحري تأثير يذكر بسبب التربة الرملية التي أبطلت تأثير القذائف، وتسببت الغزارة النارية الكثيفة التي أطلقها المدافعون بأضرار كبيرة في الأسطول البريطاني، والذي انسحب بعد يوم واحد على بدء القصف. سحب البريطانيون قواتهم الاستطلاعية إلى نيويورك، ولم يعودوا إلى كارولينا الجنوبية حتى عام 1780.

## خلفية
كانت مدينة تشارلستون في ولاية كارولينا الشمالية مركزاً رئيسياً للتجارة في جنوب قارة أمريكا الشمالية عندما اندلعت حرب الاستقلال الأمريكية في عام 1775. انضم أبناء المدينة إلى التيار المعارض لمحاولات البرلمان البريطاني فرض الضرائب عليهم، وازدادت وتيرة الاستعداد للحرب وتجنيد الميليشيات عندما حدثت معارك ليكسينغتون وكونكورد في أبريل 1775، وخلال عامي 1775 و1776 وصل الجنود إلى المدينة من سائر المستعمرات القريبة، وبدأ التجار وأصحاب المعامل في المدينة في تصنيع الأسلحة والذخائر، وبدأت التحصينات الدفاعية تتشكل حول المدينة.

### العمليات البريطانية
بدأت العمليات العسكرية البريطانية في أمريكا الشمالية مع حصار بوسطن في عام 1775. خطط البريطانيون بعد ذلك لتوسيع عمليات السيطرة في كامل أمريكا، ومن بينها حملة استطلاعية إلى المستعمرات الجنوبية. كان من المفترض أن ينتقل الجنرال هنري كلينتون الذي كان في بوسطن وقتها إلى كيب فير بولاية كارولينا الجنوبية، حيث سينضم إلى الجنود الاسكتلنديين الموالين لبريطانيا في ولاية كارولينا الجنوبية، مع قوة تضم نحو ألفي رجل من أيرلندا تحت قيادة اللواء تشارلز كورنواليس.
واجهت الخطة مجموعة من الصعوبات منذ بدايتها، فالحملة الأيرلندية التي كان من المفترض أن تغادر في بداية ديسمبر 1775 تأخرت بسبب صعوبات لوجستية، ولم تنطلق القوات الأيرلندية البالغ عددها 2500 جندي حتى 13 فبراير 1776 برفقة 11 سفينة حربية تحت قيادة الأدميرال السير بيتر باركر. غادر كلينتون بوسطن في 20 يناير مع فرقتين من المشاة الخفيفة، وتوقف لأول مرة في مدينة نيويورك للتشاور مع وليام تريون حاكم نيويورك. أما اللواء الأمريكي تشارلز لي الذي أرسله قائد الجيش الأمريكي جورج واشنطن للوقوف على دفاعات نيويورك فقد وصل إلى هناك في نفس اليوم الذي وصل فيه كلينتون. كانت مدينة نيويورك في ذلك الوقت تعاني من توتر كبير للغاية، فقد بدأت القوات البريطانية في إخلاء الموالين لها عن طريق الأسطول البريطاني، ولكن الجنرال كلينتون لم يتأثر بهذه الأجواء وصمَّم على المضي قدماً نحو الجنوب وقد علم الأمريكيون بذلك، إذ كشفت رسالة بريطانية اعترضها الأمريكيون في ديسمبر معلومات استخباراتية أن البريطانيين كانوا يخططون للذهاب إلى الجنوب بالفعل.
وصل الجنرال كلينتون إلى كيب فير في 12 مارس، متوقعاً العثور على القوات الأوروبية الحليفة، ولكنه علم أن الجنود الاسكتلنديين الموالين الذين جندوا لصالح الحملة قد هزموا في مور كريك بريدج قبل أسبوعين، كما تلقى كلينتون أيضاً نداء استغاثة من حاكم جورجيا جيمس رايت الذي اعتقلته القوات الأمريكية، ثم تمكن من الهرب لاحقاً إلى سفينة تابعة للبحرية البريطانية. واجه أسطول باركر صعوبات كبيرة أيضاً، ولم تصل السفن الأولى من الأسطول إلى كيب فير حتى يوم 18 أبريل، ولم تصل قوات اللواء كورنواليس حتى يوم 3 مايو، أرسل الأدميرال باركر بعض سفنه في رحلات استكشافية صعوداً وهبوطاً على طول الساحل، وأشارت التقارير التي حصل عليها إلى أن دفاعات تشارلستون لم تكن قوية بما فيه الكفاية.

### الدفاعات الأمريكية
قام جون روتلدج الذي انتخب مؤخراً كرئيس للجمعية العامة التي تقود الحكومة الثورية في كارولينا الجنوبية بتأسيس قوة دفاعية تحت قيادة العقيد ويليام مولتري البالغ من العمر 46 عاماً. كانت هذه القوات تتألف من ثلاثة أفواج من المشاة وفوجي بندقية وفوج مدفعية صغيرة، دُعمت القوات الأمريكية من قبل ثلاث شركات مدفعية مستقلة، ليبلغ إجمالي القوات المدافعة عن تشارلستون حوالي ألفي جندي، وازدادت أعداد الجنود بعد وصول أفواج من القوات القارية من ولاية كارولينا الشمالية وفرجينيا (نحو 1900 جندي)، بالإضافة إلى ميليشيات يبلغ عدد أفرادها 2700 من تشارلستون والمناطق المحيطة بها.
رأى مولتري جزيرة سوليفان مكاناً مثالياً لبناء حصن يحمي مدخل المدينة من هجوم السفن المعادية، فالجزيرة عبارة عن بقعة أرضية رملية عند مدخل ميناء تشارلستون تمتد شمالاً لمسافة 4 أميال وعرضها بضع مئات من الأمتار. كان على كل سفينة كبيرة تبحر باتجاه تشارلستون أن تعبر منطقة من المياه الضحلة على بعد حوالي 8 أميال جنوب شرق المدينة، ثم تمر عند الطرف الجنوبي لجزيرة سوليفان وهي تدخل القناة إلى الميناء الداخلي للمدينة. وصل العقيد مولتري وفوجه الثاني من كارولينا الشمالية إلى جزيرة سوليفان في مارس 1776، وبدأوا في بناء قلعة فيها للدفاع عن الجزيرة والقناة التي تشكل مدخل ميناء تشارلستون. كانت عمليات البناء بطيئة وصُنعت منصات المدافع من ألواح سمكها بوصتان وثبتت بمسامير خشبية.
عيَّن الكونغرس الجنرال لي لقيادة قوات الجيش القاري الأمريكي في المستعمرات الجنوبية، كتب لي من ويلمنغتون في 1 يونيو أن الأسطول البريطاني قد أبحر، لكنه لم يكن يعلم فيما إذا كان يبحر إلى فرجينيا أو كارولينا الجنوبية، واختار الجنرال لي التوجه إلى تشارلستون قائلاً: أنا لا أعرف ما إذا كنت ذاهباً باتجاه العدو أو مبتعداً عنه. وصل لي إلى تشارلستون بعد فترة قصيرة من محاصرة الأسطول البريطاني لها، وتولى قيادة دفاعات المدينة، ولكنه واجه على الفور مشكلة كبيرة فالميليشيات لم تكن ضمن الجيش القاري، ولم تخضع رسمياً لسلطته، حتى أنَّ أفراداً من هذه القوات رفضت تنفيذ تعليماته، وهنا كان على روتليدج التدخل ليعلن قيادة الجنرال لجميع القوات المتواجدة في كارولينا الجنوبية.

### وصول القوات البريطانية
وصل الأسطول البريطاني إلى كيب فير في 31 مايو، ووصل إلى حدود ميناء تشارلستون في اليوم التالي، وبحلول 8 يونيو كان معظم الأسطول البريطاني قد عبر منطقة المياه الضحلة واستقر على حدود مدخل الميناء. أعرب الأدميرال باركر عن ثقته في أن سفنه الحربية ستخترق جدران حصن جزيرة سوليفان بسهولة، حتى أنَّه زعم أنه لن يحتاج إلى قوات كلينتون البرية حتى، وكتب إلى الجنرال كلينتون قائلاً: بعد تدمير بنادق الحصن سيهبط بحارتي ومشاة البحرية وسيُسيطرون على الحصن حتى تكون قد أرسلت أكبر عدد ممكن من القوات إلى هناك.
تكون الأسطول البريطاني من تسع سفن حربية على رأسها بريستول سفينة القيادة التي تمتلك 50 مدفعاً. امتلك الأسطول بشكلٍ كامل نحو 300 مدفع، بالإضافة إلى قوات الجيش المرافقة. أصدر الجنرال كلينتون في 7 يونيو إعلاناً يدعو المتمردين إلى إلقاء أسلحتهم، ولكن عدداً من الجنود المدافعين عديمي الخبرة أطلقوا النار على القارب الذي أرسل إليهم حاملاً الإعلان مع أنه كان يرفع علم الهدنة، وهكذا لم يصل الإعلان حتى اليوم التالي، وفي نفس اليوم بدأ كلينتون بإنزال 2200 جندي في لونغ آيلاند مخططاً أن تعبر هذه القوات عبر القناة التي اعتقد البريطانيون أنها ضحلة بما فيه الكفاية للقيام بذلك. رد الجنرال لي على الإنزال البريطاني بعدة خطوات، فبدأ بتعزيز المواقع في البر الرئيسي في حال كان البريطانيون يعتزمون شن هجوم مباشر على تشارلستون، وحاول أيضاً بناء جسر من القوارب لتوفير وسيلة انسحاب لحامية الحصن إن لزم الأمر، لكن هذه الخطة فشلت بسبب عدم توافر ما يكفي من القوارب لربط القناة التي يبلغ طولها أكثر من ميل واحد، وربما كان لرغبة مولتري وروتليدج في عدم دعم هذه الخطة قد لعبت دوراً إضافياً في فشلها. بنى الأمريكيون أيضاً جدار دفاع عند الطرف الشمالي لجزيرة سوليفان تواجد عنده أكثر من 750 جندياً وثلاثة مدافع صغيرة.
واجه الجنرال كلينتون أول مشكلة كبيرة في خطة الهجوم في 17 يونيو، فقد أثبتت أول محاولة لعبور القناة بين الجزيرتين أن جزءاً مهماً من القناة كان عميقاً جداً بحيث لا يمكن للقوات عبوره حتى وإن لم تتواجد أي قوات تدافع عنه. اتخذت القوات الأمريكية موقع دفاعية حصينة كان من المستحيل فعلياً قصفها من قبل سفن الأسطول البريطاني أو مواقع الجيش البريطاني في لونغ آيلاند، ونتيجة لذلك واجهت القوات البريطانية والأمريكية بعضها عبر القناة بشكل مباشر، خطط كلينتون لبدء الهجوم في 24 يونيو، ولكن سوء الاحوال الجوية والرياح المعاكسة دفعت الأدميرال باركر إلى إيقافه لعدة أيام.